# Teoderik 4.
Teoderik IV (fransk: Thierry) var frankernes konge fra 721 til han døde i 737. Han var søn af kong Dagobert III.
Under hans styre blev riget kontrolleret af rigshovmesteren Karl Martell.
Efter hans død stod den frankiske trone tom i syv år, før Pipin den yngre sørgede for, at Childerik III, den sidste merovingerkongen, efterfulgte ham.